# 野木町立図書館
野木町立図書館（のぎちょうりつとしょかん、Nogi Town Library）は、栃木県下都賀郡野木町にある公共図書館である。

## 概要

### 資料数
2004年時点のデータ。収蔵量は161,119冊である。
- 図書 - 161,119冊
- 視聴覚資料 - 7,318点

## 沿革
- 1988年（昭和63年）
  - 3月15日　野木町立図書館落成
  - 10月2日　開館
- 1994年（平成6年）度 - 町民1人当たりの貸出冊数は7.7冊で、県内では高根沢町図書館に次ぐ2位（河内町立図書館と同順位）となった[1]。

## 開館時間
- 9:30-18:00

## 休館日
- 毎週月曜日（ただし、月曜日が祝日・振替休日に当たるときは開館）
- 図書整理日（原則毎月最終金曜日）
- 年末年始
- 特別整理期間（蔵書点検）

## 交通
- JR野木駅より徒歩約10分（駅よりバス等公共交通機関は無し）